# Sportska televizija
Sportska televizija è un'emittente televisiva nazionale croata. È stata lanciata il 4 aprile 2011 ed è posseduta dal Comitato Olimpico Croato (Hrvatski olimpijski odbor - HOO), e come tale, il suo palinsesto è completamente incentrato sullo sport.

## Principali programmi
Sportska televizija trasmette in esclusiva le seguenti competizioni:
- Premijer liga
- ATP
- Campionati mondiali di ginnastica artistica
- Campionati mondiali di ginnastica ritmica
- IIHF World Championship
- Moto GP
- Rugby World Cup
- Waterpolo Euroleague
- WTA

## Altri programmi
- Akcijski četvrtak
- Plivanje
- Rassegna stampa
- Sport danas
- TV PRODAJA